# Arbre de Guernica

L'Arbre de Gernika figure sur le Blason de Biscaye

Pour les articles homonymes, voir Arbre de Guernica (homonymie).
L'Arbre de Gernika (Gernikako Zuhaitza en basque) est un chêne de la ville basque de Gernika qui est l'emblème officiel de Biscaye. Il est surtout connu en tant que symbole des libertés traditionnelles des Biscayens, et par extension des Basques, depuis que les seigneurs de Biscaye, les rois de Castille et d'Espagne puis les lehendakariak (présidents) de la Communauté autonome du Pays basque, y ont prêté serment lors de leur prise de fonction.
Il a été remplacé quatre fois et existe toujours sur le petit promontoire de la ville où se trouve la « Casa de Juntas » (maison des juntes).

## Histoire

### Les Quatre arbres

#### L’Arbre Père (XIVesiècle-1742)
La tradition situe au XIVe siècle la naissance de l’arbre le plus ancien sur lequel nous possédons une documentation, appelé l’Arbre Père. Il est remplacé en 1742, par un arbre planté à l’endroit où était planté son prédécesseur. Le nouvel arbre est appelé le Vieil Arbre, le tronc de l’Arbre Père se trouve à la maison des Juntes de Gernika.

#### Le Vieil Arbre (1742-1860)

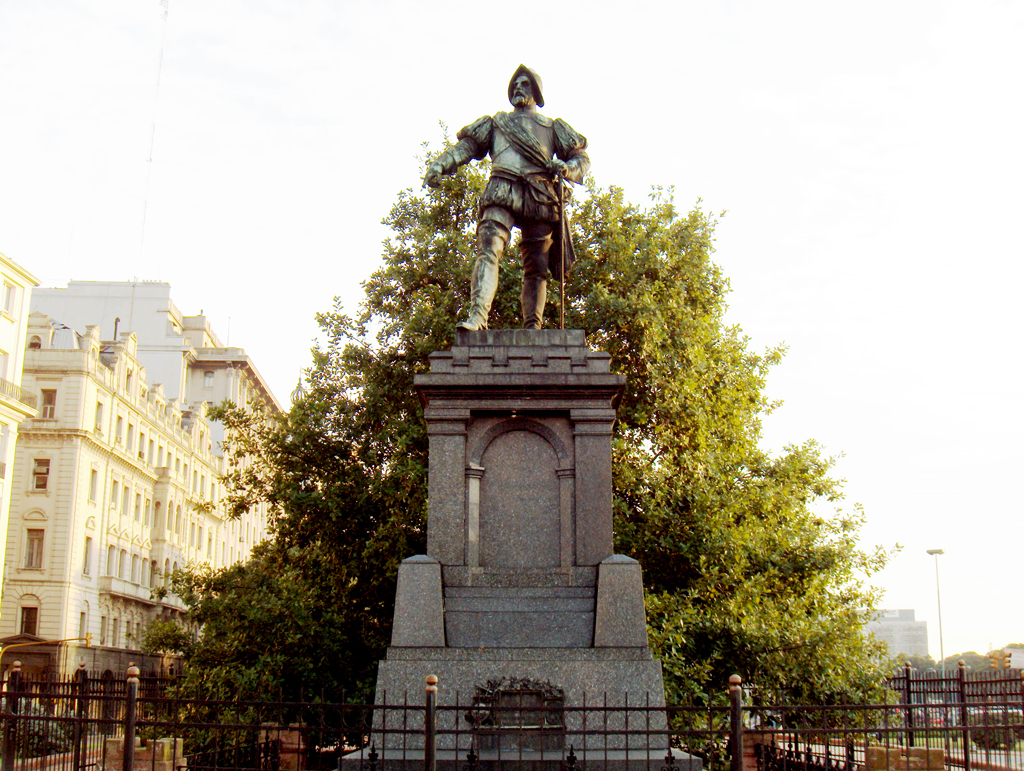
Rejeton de l’arbre originel de Gernika à Buenos Aires, planté face à la statue de Juan de Garay, face au siège du gouvernement argentin.

Il est planté en 1742, pour remplacer l’Arbre Père. En 1839 la régente Marie-Christine de Bourbon prêta serment sur les Fueros au nom de la reine Isabelle II d'Espagne. C’est la dernière fois que ce rituel a été accompli. Cet arbre est enlevé en 1860.

#### L’Arbre Fils et ses successeurs
Son remplaçant voit le lendakari Aguirre prêter serment et supporte le bombardement de Guernica en 1937. Quand les troupes franquistes prennent Gernika en 1937, au cours de la guerre civile espagnole, la rumeur court que des phalangistes se préparent à couper l’Arbre à la hache, le considérant comme un symbole nationaliste. Le capitaine du Tercio de Begoña, Jaime del Burgo Torres (père du député navarrais Jaime Ignace del Burgo) a formé une unité qui a entouré l'Arbre et a empêché qu'il soit endommagé.
Le 20 avril 2004, on déclare son jubilé, et il est remplacé par un de ses rejets le 25 février 2005.
Il existe plusieurs arbres qui descendent de cet arbre, plantés dans le monde entier par diverses communautés de la diaspora basque.

### Lieu de réunion des premières assemblées
Ce chêne, qui se trouvait à l'origine dans un ermitage chênaie de l'elizate de Luno, où il existait un endroit appelé Gernikazarra (littéralement vieux Gernika), a d'abord abrité les assemblées plénières destinées à décider des intérêts de la communauté, comme cela était de coutume dans la plupart des cités basques et de nombreuses autres de l'Europe médiévale.

### Lieu de serment
Il est devenu un symbole de la liberté du peuple basque lorsque les seigneurs de Biscaye (devenus plus tard rois de Castille) ont commencé à prêter serment sous cet arbre de respecter les lois provinciales (fors, fueros), consacrant ainsi l'autonomie juridique et fiscale des provinces basques. En effet selon leurs fors, ces provinces levaient leurs propres impôts (reversant une part minime -l'abonnement- au roi), édictaient leurs propres lois, menant même une diplomatie indépendante. Tout édit royal devant être soumis à approbation des assemblées basques pour être appliqué sur leur territoire.
Sous cet arbre on a rédigé les lois biscaïennes jusqu'en 1876, sous les auspices de tous les peuples, qui envoyaient deux représentants (Junteros) aux sessions des Juntes Générales. Ce rassemblement qui se perpétue depuis des temps immémoriaux fut l'un des premiers témoignages de démocratie où jadis élus du peuple et anciens de toute la Biscaye se réunissaient. Le chêne qui accueillait les premières juntes de la seigneurie de Biscaye s'est affirmé au fil des siècles comme le symbole de l'existence d'un peuple et des institutions face aux avatars de l'histoire que les Basques ont connus dans leur passé en tant que collectivité. L'Arbre de Gernika a dépassé le cadre géographique de la Biscaye pour devenir le point de référence de tout le Pays basque. Il en fut ainsi pour les cérémonies qui les réunissaient.
De nos jours, les lehendakariak (présidents) de la Communauté autonome du Pays basque continuent à prêter serment sous cet arbre lors de leur prise de fonction. Une plaque rappelle les paroles formulées en 1936 par José Antonio Aguirre, premier Lehendakari de Euskadi, qui est devenu la formule protocolaire pour prêter ce serment jusqu'en mai 2009 :
"Humilié devant Dieu
debout sur la terre basque
sous l'arbre de Gernika
devant vous
représentants du peuple
en souvenir des ancêtres
je jure d'accomplir fidèlement ma mission"
Le "lehendakari" Patxi López a utilisé, lors de sa prise de fonction, le 7 mai 2009, une formule différente en supprimant la première ligne faisant mention à Dieu, en remplaçant le mot « peuple » par « citoyenneté basque » et la dernière ligne par "je promets en respectant la loi d'accomplir fidèlement ma charge de lehendakari".

## Valeur symbolique
Ce symbole de démocratie et de respect à la liberté a été glosé par le philosophe Jean-Jacques Rousseau, le poète William Wordsworth, le dramaturge Tirso de Molina et le barde José Maria Iparraguirre (dans son hymne Gernikako Arbola).